# Sebastian Johannsen
Sebastian Johannsen (* 1990 in Lübeck) ist ein deutscher Produktions- und Herstellungsleiter.

## Leben
Sebastian Johannsen absolvierte eine Ausbildung zum Kaufmann für audiovisuelle Medien beim ZDF in Mainz und studierte anschließend an der Filmakademie Baden-Württemberg Produktion. Hier spezialisierte er sich auf Creative Producing und produzierte Kurz- und Spielfilme für das öffentlich-rechtliche Fernsehen.
Von November 2017 bis März 2020 arbeitete er als Produktionsleiter bei der Gebrüder Beetz Filmproduktion, wo er Doku-Spielfilme und Dokumentarfilme realisierte. Zum April 2020 wechselte er in die Herstellungsleitung der Rat Pack Filmproduktion nach München.

## Filmografie

### Als Junior-Herstellungsleiter
- 2020: Hui Buh und das Hexenschloss, Regie: Sebastian Niemann, Kinospielfilm
- 2020: Fly – Der Tanzfilm, Regie: Katja von Garnier, Kinospielfilm
- 2020: Transatlantic 473 / Blood Red Sky, Regie: Peter Thorwarth, Netflix-Film
- 2020: Lauras Stern|| Kinospielfilm, Regie: Joya Thome
- 2020: Mein Freund das Ekel, Serie (1. Staffel), Regie: Wolfgang Groos, ZDF-TV-Serie
- 2020: Daheim in den Bergen – Brüder, Daheim in den Bergen – Die Bienenkönigin, Regie: Markus Imboden, ARD-Degeto-Film

### Als Produktionsleiter
- 2018: Die Hälfte der Welt gehört uns – Als Frauen das Wahlrecht erkämpften. Regie: Annette Baumeister, Carsten Gutschmidt (Spielfilm ARD)
- 2018: Flucht im Namen Gottes – Die Hugenotten. Regie: Paul Wiederhold, Saskia Weisheit, Marvin Entholt, arte
- 2018: Fatale Geständnisse – Unschuldig verurteilt. Regie: Katrine Philp, ARD-Dokumentarfilm
- 2019: Geheimmission Tel Aviv – Wie Fußball die Geschichte veränderte, Regie: Dietrich Duppel, ARD-WDR
- 2019: Terra X – Mächtige Männer – ohnmächtige Frauen?, Regie: Carsten Gutschmidt, Birgit Tanner, ZDF
- 2019: Geheimes Israel – Der Mossad, Regie: Ina Kessebohm, ZDF
- 2019: Als die Amis nach Garmisch-Partenkirchen kamen, Regie: Annette Baumeister, BR-Dokumentarfilm

### Als Produzent
- 2014: Die Katze. Regie: Mascha Schilinski, Spielfilm
- 2015: Offline – Das Leben ist kein Bonuslevel. Regie: Florian Schnell, Kinospielfilm
- 2016: Club Europa. Regie: Franziska Hoenisch, ZDF-Spielfilm
- 2017: Der verlorene Kaiser. Regie: Sascha Vredenburg, Spielfilm SWR